# Biliești (okręg Vrancea)
Biliești – wieś w Rumunii, w okręgu Vrancea, w gminie Biliești. W 2011 roku liczyła 1833 mieszkańców.